# Klaus Taschwer
Klaus Taschwer (geboren am 12. April 1967 in Judenburg) ist ein österreichischer Soziologe, Wissenschaftsjournalist und Buchautor. Er veröffentlichte vor allem zur österreichischen Wissenschafts- und Universitätsgeschichte des 20. Jahrhunderts und arbeitet als Wissenschaftsredakteur bei der Tageszeitung Der Standard.

## Leben und Werk
Taschwer wurde in der Steiermark geboren. Er studierte Soziologie und Politikwissenschaft mit dem Schwerpunkt Wissenschaftsforschung an der Universität Wien mit dem Abschluss als Magister rer. soc. oec. 2002 wurde er mit einer Dissertation zum Thema Popularisierung von Wissenschaft in Wien um 1900 promoviert.
Im Jahr 1995 begann seine journalistische Tätigkeit beim Stadtmagazin Falter, er schrieb auch für die taz, den Freitag und das Universum Magazin. Von 1997 bis 2009 gab er das Wissenschaftsmagazin „heureka!“ heraus. Parallel zu seiner publizistischen Tätigkeit war er Lektor am Institut für Wissenschaftstheorie und Wissenschaftsforschung der Universität Wien, unterrichtete an der Universität Klagenfurt und der FH Eisenstadt, war Mitbegründer und Ko-Leiter des Universitätslehrgangs „SciMedia“ für Wissenschaftskommunikation und 2013 erster Journalist-in-Residence am Max-Planck-Institut für Wissenschaftsgeschichte in Berlin.
Zwei seiner Arbeitsbereiche erregten erhebliches Aufsehen: die – gemeinsam mit Benedikt Föger – verfassten Schriften zu Konrad Lorenz und dessen Nähe zu nationalsozialistischem Gedankengut sowie die 2015 vorgelegte Schrift Hochburg des Antisemitismus, in der er die Kontinuität antisemitischen Denkens und Handelns an der Universität Wien von den 1920er bis in die 1960er Jahre nachzeichnete. Dem folgte 2016 Taschwers Buch über den Wiener Biologen Paul Kammerer, der 1926 Selbstmord beging, nachdem sich seine Forschungsergebnisse als manipuliert erwiesen hatten. Laut FAZ-Rezension legte Taschwer eine neue „plausible, gründlich recherchierte Deutung des Falls“ vor.
Taschwer arbeitet seit 2007 als Wissenschaftsredakteur der Tageszeitung Der Standard. In diesem Medium und auch andernorts erschienen bereits vor der Buchpublikation über die antisemitischen Strömungen an der Universität Wien einige seiner Beiträge zum Thema.

## Publikationen
Buchpublikationen
- mit Ulrike Felt und Helga Nowotny: Wissenschaftsforschung. Eine Einführung. Campus-Verlag, Frankfurt am Main 1995, ISBN 3-593-35366-0.
- mit Martha Craven Nussbaum: Vom Nutzen der Moraltheorie für das Leben. Passagen-Verlag, Wien 2000, ISBN 3-85165-412-9.
- mit Benedikt Föger: Die andere Seite des Spiegels. Konrad Lorenz und der Nationalsozialismus. Czernin, Wien 2001, ISBN 3-7076-0124-2.
- Wissenschaft für viele. Zur Wissensvermittlung in der Wiener Volksbildungsbewegung rund um 1900. Czernin, Wien 2005, ISBN 3-7076-0069-6.
- mit Benedikt Föger: Konrad Lorenz – Biografie. Zsolnay, Wien 2003, ISBN 3-552-05282-8. Auch: dtv, München 2009, ISBN 978-3-423-34527-9.
- Hochburg des Antisemitismus. Der Niedergang der Universität Wien im 20. Jahrhundert. Czernin, Wien 2015, ISBN 978-3-7076-0533-4.
- Der Fall Paul Kammerer: Das abenteuerliche Leben des umstrittensten Biologen seiner Zeit. Carl Hanser, München 2016, ISBN 978-3-446-44878-0.
- mit Linda Erker und Andreas Huber: Der Deutsche Klub. Austro-Nazis in der Hofburg. Czernin, Wien 2020, ISBN 978-3-7076-0651-5.

Wissenschaftliche Beiträge (Auswahl)
- Universitätskrise und wissenschaftliche Volksbildung. Über die Lage der Wissenschaften in Wien um 1900 und ihre Wechselwirkungen mit der Universitätsausdehnungsbewegung. In: Spurensuche, NF., 12 (1–4), S. 4–23.
- Geheimsache Bärenhöhle. Wie ein antisemitisches Professorenkartell der Universität Wien nach 1918 jüdische und linke Forscherinnen und Forscher vertrieb. In: Regina Fritz (Hrsg.) Alma mater antisemitica. Akademisches Milieu, Juden und Antisemitismus an den Universitäten Europas zwischen 1918 und 1939, new academic press, Wien 2016, ISBN 978-3-7003-1922-1,  S. 221–244 (online)

## Auszeichnungen
- 1997: Österreichischer Förderungspreis für Wissenschaftspublizistik
- 2008 Kardinal-Innitzer-Preis (Würdigungspreis für wissenschaftlich fundierte Publizistik)
- 2016: Österreichischer Staatspreis für Wissenschaftspublizistik[10]